# Bob Campbell
Robert M Campbell, detto Bob (Inghilterra, 29 ottobre 1930 – Nairobi, 14 giugno 2014), è stato un fotografo britannico.
Ha svolto gran parte della sua attività per la National Geographic Society e ha vissuto per un breve periodo in Africa in compagnia di Dian Fossey.
Le fotografie dei gorilla da lui scattate resero la Fossey famosa in tutto il mondo. Furono amanti, ma lui non si sentì di lasciare la moglie e la coppia si sciolse. Nel film "Gorilla nella nebbia" la versione viene riportata come un rifiuto da parte di Dian a lasciare l'Africa e i suoi amati gorilla per trasferirsi e iniziare una nuova vita con Campbell.